# HD227588
HD227588 — хімічно пекулярна зоря спектрального класу
B8 й має видиму зоряну величину в смузі V приблизно 10,0.

## Пекулярний хімічний склад
Зоряна атмосфера HD227588 має підвищений вміст 
Si
.